# Lepidopoda
Lepidopoda là một chi bướm đêm thuộc họ Sesiidae.

## Các loài
- Lepidopoda sylphina  Hampson, 1919
- Lepidopoda andrepiclera  Hampson, 1910
- Lepidopoda heterogyna  Hampson, 1900
- Lepidopoda lutescens  Diakonoff, [1968]